# Caldonia
Singles de Louis Jordan and His Tympany Five
You Can't Get That No More
(1944) Deacon Jones
(1945)
Caldonia, ou Caldonia Boogie, est une chanson de jump blues, enregistrée pour la première fois le 19 janvier 1945 par Louis Jordan and his Tympany Five pour Decca Records. Une version d'Erskine Hawkins, également en 1945, est qualifiée de « rock and roll » par le magazine Billboard. C'est la première fois que cette expression est utilisée sur papier pour décrire un style de musique.
La version de Louis Jordan est intronisée au Grammy Hall of Fame en 1998, puis au Blues Hall of Fame de la Blues Foundation en 2009 dans la catégorie « Enregistrement classique du Blues — Single ». Elle est également incluse dans la sélection des « 500 chansons qui ont façonné le rock 'n' roll  » (500 Songs that Shaped Rock and Roll) du Rock and Roll Hall of Fame.

## Version de Louis Jordan
En 1942, Jordan entame une série de succès sans précédent dans le palmarès Harlem Hit Parade du magazine Billboard (le précurseur du classement rhythm and blues), qui inclut en 1945 quatre hits n°1, ce qui fait de Jordan l'artiste le plus titré des années 1940 dans les charts R&B. Caldonia devient son cinquième n°1 dans ce classement (rebaptisé Race Records en février 1945). Sorti sous le titre Caldonia Boogie (Decca 8670), il fait son entrée dans le classement en mai 1945 et atteint la 1re place en juin, où il reste pendant sept semaines. Dans le classement pop, la chanson culmine au n°6. 
L'écriture de la chanson est attribuée à Fleecie Moore, l'épouse de Jordan de l'époque. Jordan revendique l'avoir composée et écrite, et avoir utilisé le nom de sa femme pour lui permettre de travailler avec un autre éditeur de musique. Il commente plus tard : « Le nom de Fleecie Moore y figure, mais elle n'y est pour rien. C'était ma femme à l'époque, et nous l'avons mise à son nom. Elle ne connaissait rien du tout à la musique. Son nom est sur cette chanson et elle gagne toujours de l'argent ». Cependant, au moment de cette citation, Jordan et Moore avaient divorcé après un certain nombre de disputes, au cours desquelles elle l'aurait poignardé avec un couteau. 
Les paroles incluent l'utilisation d'un ton comique par Jordan : 
Walkin' with my baby she's got great big feet
She's long, lean, and lanky and ain't had nothing to eat
She's my baby and I love her just the same
Crazy 'bout that woman 'cause Caldonia is her name
Les couplets se terminent par ce refrain : 
Caldonia! Caldonia!
What makes your big head so hard?
I love her, I love her just the same
Crazy 'bout that woman 'cause Caldonia is her name
Le début du refrain est emprunté à Old Man Ben, une chanson de 1938 d'Hot Lips Page dans le style « blues comique » de Louis  Armstrong. Sippie Wallace, qui avait enregistré Caldonia Blues en 1924, revendique également la paternité de la chanson, bien que leurs titres soit leur seul point commun.
La face B, Somebody Done Changed the Lock on My Door, est un enregistrement inédit de juillet 1942.
Jordan réenregistre  Caldonia en 1956, arrangée par Quincy Jones, avec Mickey Baker à la guitare. Jordan est également filmé interprétant la chanson pour le court métrage musical Caldonia, sorte de clip vidéo avant l'heure, qui est projeté dans les salles de cinéma ainsi que dans les machines « soundies ».

### Musiciens
- Louis Jordan : chant, saxophone alto
- Freddie Simon : saxophone ténor
- Leonard Graham : trompette
- William Austin : piano
- Al Morgan : contrebasse
- Razz Mitchell : batterie

## Autres versions
En même temps que le succès de Jordan, la chanson est également enregistrée par Erskine Hawkins et Woody Herman. Le numéro du magazine Billboard du 21 avril 1945 décrit la version d'Erskine Hawkins comme une « bonne rythmique de rock and roll » (right rhythmic rock and roll music), peut-être la première utilisation du terme pour décrire un style musical, et une datation antérieure de 14 mois à l'utilisation, plus fréquemment citée, de ces mots dans une description de juin 1946 de la chanson Sugar Lump de Joe Liggins. La version de Caldonia par Hawkins, avec Ace Harris (en) au chant et au piano, atteint la 2e place dans le palmarès R&B de Billboard et la 12e position dans le classement pop. 
Woody Herman, qui a vu Jordan interpréter la chanson sur scène, enregistre une version différente, arrangée par le jeune Neal Hefti, le 26 février 1945. Sortie presque simultanément avec le single de Jordan, elle atteint la 2e place dans les charts pop. Il enregistre la chanson une nouvelle fois en 1977 avec Stan Getz; pour l'album Woody Herman Featuring Stan Getz.
En 1949, une version de Sugar Chile Robinson atteint le n°14 R&B. Plus tard, James Brown enregistre la chanson, avec un arrangement de Sammy Lowe, pour son premier single chez Smash Records en 1964. Elle apparait au n°95 dans le classement Billboard Hot 100 (le classement R&B est suspendu cette période).
Caldonia a fait l'objet de nombreuses autres reprises par différents artistes. Parmi les plus célèbres, on peut citer notamment :
- 1945 : Louis Prima, en single (Majestic 7134).
- 1946 : Ray Ventura et son orchestre, dans une version instrumentale inspirée par Woody Herman (Victory 9050)[15].
- 1952 : Chuck Willis, en face B du single My Story (Okeh 6905).
- 1957 : Eddie Vinson, sur l'album Clean Head's Back in Town.
- 1959 : Bill Haley and His Comets, en single (Decca 30926).
- 1959 : Dale Hawkins, titre resté inédit jusqu'à sa parution sur l'album Goodnight Sweethear en 1980.
- 1962 : Jumpin' Gene Simmons, en single sous le titre "Twist" Caldonia (Hi 2050).
- 1971 : B. B. King, sur l'album B. B. King in London.
- 1973 : Clarence Gatemouth Brown, sur l'album hommage Clarence 'Gatemouth' Brown Sings Louis Jordan.
- 1973 : Carl Perkins, sur l'album Sun Rockabillys Rockin' and Boppin'.
- 1974 : Van Morrison and the Caledonia Soul Express, en single et sur l'album Caledonia.
- 1975 : Muddy Waters, sur l'album The Muddy Waters Woodstock Album.
- 1980 : Bad Manners, sur l'album Ska 'n' B.
- 1981 : Albert Collins, sur l'album Frozen Alive! .
- 1992 : Gary Moore, Albert Collins et Albert King en concert, enregistrement sorti en 2002 sur la compilation The Best Of The Blues.
- 1992 : Pinetop Perkins, sur l'album Pinetop's Boogie Woogie.
- 2006 : Ike Turner, sur l'album Risin' with the Blues.
- 2007 : Willie Nelson et Wynton Marsalis, sur l'album Two Men with the Blues.

Eddy Mitchell adapte la chanson avec des paroles en français pour son album Du rock 'n' roll au rhythm 'n' blues en 1965.